# Иса, Исмаил
Исмаил Иса Мустафа (болг. Исмаил Иса Мустафа; 26 июня 1989) — болгарский футболист, нападающий клуба «Черно море» и сборной Болгарии.

## Карьера
Свою карьеру футболист начал в ФК «Светкавица» в 2006 году. Зимой 2008 года перешёл в болгарский футбольный клуб «Левски», а в августе этого же года был отдан в аренду «Сливен». В июне 2011 года Иса перешёл в турецкий клуб «Карабюкспор», по сообщению болгарских СМИ за игрока заплатили 200 000 евро. Летом 2012 года игрок вернулся на родину и подписал контракт с ФК «Литекс». В ноябре этого же года в игре против клуба «Черно море» оформил первый в своей карьере хет-трик, а игра закончилась со счетом 4:1.

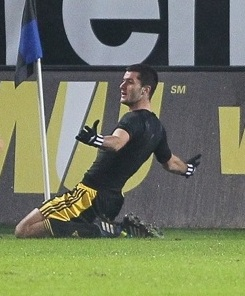
Иса празднует гол в составе «Шерифа»

#### «Шериф»
В июне 2013 года футболист подписал на 3 года контракт с «Шерифом», по сообщению болгарских СМИ клуб отдал за игрока 500 000 евро. Свой первый гол за новый клуб Иса забил в Суперкубке Молдавии 2013 против ФК «Тирасполь». В сезоне 2013/14 вместе с командой пробился в групповой этап Лиги Европы. 7 ноября в игре против «Тоттенхэма» на стадионе «Уайт Харт Лейн» Исмаил Иса на 72 минуте забил мяч за «жёлто-чёрных», этот гол стал первым пропущенным для «Тоттенхэма» в этом розыгрыше Лиги Европы, матч закончился со счётом 2:1 в пользу «шпор». Исмаилу удалось отличиться и в оставшихся двух встречах в рамках группового этапа Лиги Европы, сначала в гостях против «Анжи», а затем в домашнем матче с «Тромсё». В составе команды стал чемпионом Молдавии сезона 2013/14. 24 мая 2015 года выиграл с «Шерифом» Кубок Молдавии 2014/15, Иса забил победный мяч во втором овертайме финального поединка. 9 июля стало известно, что Иса покинул команду.

#### «Дачия»
В сентябре 2016 года перешёл в молдавский клуб «Дачия», контракт с которым рассчитан на один год. Первый гол за команду Иса забил в игре седьмого тура высшей лиги Молдавии против клуба «Петрокуб». В июне 2017 года покинул клуб.

### Сборная
7 февраля 2015 года в товарищеском матче впервые выступил за сборную Болгарии Б, сыграв против Румынии. На поле Иса вышел под 9 номером и отыграл семьдесят минут, игра закончилась нулевой ничьей.
За сборную страны начал выступать лишь в 2019 году.

## Статистика выступлений

### Международная статистика
По состоянию на 08 июля 2015 года
| Сборная          | Сезон | Матчи | Голы |
| ---------------- | ----- | ----- | ---- |
| Сборная Болгарии |       |       |      |
| 2015             | 1     | 0     |      |
| Итого            | Итого | 1     | 0    |

## Достижения
«Левски»
- Чемпион Болгарии (1): 2008/09
- Обладатель Суперкубка Болгарии (1): 2009

«Шериф»
- Чемпион Молдавии (1): 2013/14
- Бронзовый призёр чемпионата Молдавии (1): 2014/15
- Обладатель Кубка Молдавии (1): 2014/15
- Обладатель Суперкубка Молдавии (2): 2013, 2015

«Дачия»
- Серебряный призёр чемпионата Молдавии (1): 2016/17